# Dodgeov podvig godine
Dodgeov podvig godine (izvorno: Dodge Performance of the Year) bila je godišnja nagrada NHL-a namijenjena jednom igraču ili pak čitavoj momčadi. 
Pokrenuta je u sezoni 1987./88., a ugašena već krajem sljedeće sezone.

## Popis dobitnika
Gretzky je 1988. osvojio četvrti Stanleyjev kup u pet sezona.
Lemieux je sljedeće sezone upisao 199 bodova. 31. prosinca 1988., u pobjedi Pittsburgha nad New Jerseyjem od 10 : 7, postigao je pet pogodaka na utakmici na svih pet mogućih načina: s igračem više, s igračem manje, za vrijeme jednakog brojčanog stanja, kazneni udarac i na praznu mrežu.
| Sezona    | Igrač         | Momčad              |
| --------- | ------------- | ------------------- |
| 1987./88. | Wayne Gretzky | Edmonton Oilers     |
| 1988./89. | Mario Lemieux | Pittsburgh Penguins |